# 522 г. пр.н.е.

## Събития

### В Азия

#### В Персийската империя
- Царят на Персийската (Ахеменидска) империя Камбис II (530 – 522 г. пр.н.е.) се завръща от Египет, но преди да стигне Вавилон, разбира, че трона е узурпиран в името на брат му Бардия.[1]
- Докато се завръща, за да потуши избухналия бунт Камбис умира, според Херодот, вследствие на случайно самонанесена рана.[1]
- На трона се качва Бардия, за който се твърди също, че не е бил истинския брат на Камбис, а самозванец на име Гаумата. Той се установява в Мидия и печели симпатиите на местната и голяма част от провинциалната аристокрация, както и на подчинените народи след като отменя набирането на войници за войската за три години и данъците.[2]
- На 29 септември седем персийски заговорници извършват преврат като убиват Бардия (Гаумата) в Сикаяуватиш.[2][3]
- На трона се възкачва Дарий I (522 – 486 г. пр.н.е.), който е един от заговорниците, но с разнасянето на вестта за заговора и убийството из цялото царство избухват бунтове поради популярността на Бардия (Гаумата). В рамките на няколко дни след това във Вавилон е коронясан нов „Навуходоносор“ за цар, а друг човек се провъзгласява за цар в Елам.[4]
- Дарий действа бързо и потушава размириците в Елам, а през декември прекосява река Тигър, успешно води няколко битки и влиза във Вавилон, но въпреки това бунтовете в други части на държавата продължават.[4]
- В Маргиана човек на име Фрада е обявен за цар, но на 10 декември е разгромен в битка от сатрапа на Бактрия Дадаршиш, с което е потушен бунта в тази територия на царството. Твърди се, че 50000 бунтовници загиват в сражението, а други 8500 са пленени.[5]

### В Европа
- Хипий и Хипарх са тирани в Атина. Пизистрат Млади (син на Хипий) е архонт през 522/1 г. пр.н.е.[6]
- Около тази година тиранът на Самос Поликрат е убит от персийския сатрап на Лидия Ороет (Oroetus).[7]
- Скоро преди смъртта си Поликрат присъединява остров Риния към Делос.[8]

## Починали
- Поликрат, древногръцки политик, тиран на Самос
- Бардия/Гаумата, брат на Камбис II или самозванец, който се представя за него